# 原英二
原 英二（はら えいじ、1965年 - ）は、日本の生命科学者。大阪大学微生物病研究所教授。
2013年に肥満に伴う腸内細菌の変化が細胞老化の誘導を介して肝がんの発症を促進することを発見、米国科学誌サイエンス「10大成果」の一つに選定される。

## 主な略歴
熊本県出身。1983年青雲高等学校卒業、1987年東京理科大学理工学部応用生物科学科卒業、1993年同大学院理工学研究科応用生物科学専攻博士課程修了。米国・カリフォルニア大学バークレー校、京都府立医科大学・講師を経て、1998年に英国・Paterson Institute for Cancer Research, Christie Hospital・グループリーダー。2003年徳島大学ゲノム機能研究センター・教授。2008年公益財団法人がん研究会がん研究所・部長。2015年より大阪大学微生物病研究所・教授（大学院医学系研究科/生命機能研究科、免疫学フロンティア研究センターを兼任）

## 主な所属学会
- 日本分子生物学会 (理事 2019年～）
- 日本癌学会 (評議員 2012年～）
- International Cell Senescence Association（第6回年会会長）

## 主な受賞
- 2012年 がん研究会学術賞
- 2014年 JCA-Mauvernay Award
- 2021年 高松宮妃癌研究基金学術賞

## 著書
- 『実験医学 増刊 209-2 秒進分歩する癌研究と分子標的治療（実験医学増刊Vol.29-2』羊土社、2011年。
- 『実験医学 細胞老化の真機能：加齢性疾患に対する新たな治療戦略を狙え』（実験医学 2019年7月号 Vol.37 No.1）羊土社、2019年。